# Hellen remekírók
A Hellen remekírók egy 19. századi magyar nyelvű könyvsorozat címe volt, amelyek ókori görög irodalmi műveket – vagy azok részleteit – tartalmazták magyar nyelven. Az egyes művek a század végéig több kiadásban is megjelentek. A sorozat kötetei a következők voltak:
- 1–3. Xenophon anabasisa, Cyrus hadjárata. Ford., bevezetéssel s jegyzetekkel ellátta Télfy Iván. 3 füz. (112, 315 l.) 1872.
- 4. Platonak Sokrates védelme v. apológiája és Kritonja. Ford. Télfy Iván. (99 l.)
- 5. Homer Iliása. Ford. Télfy Iván. 1. füz. (214 l.) 1866. –.60
- 6. Homer Iliása. Ford. Télfy Iván. 2. füz. (215–315.) 1866.
- 7. Demosthenes beszédei. Ford. Télfy Iván. 1. füz. Olynthiaiak és Fülöp elleniek. (100 l.) 1862.
- 8. Homer Iliása. Ford. Télfy Iván. 3. füz. (316–416 l.)
- 9. Xenophon Cyropädiája. Ford. Télfy Iván. 1. füz. (96 l.) 1862.
- 10. Homer Odysseája. Ford. Télfy Iván. 1. füz. (103 l.)
- 11–13. Homer Iliása. Ford. Télfy Iván. 4–6. füz. 1866.
- 14. Homér Odysseája. 2. füzet. IV. 259–VIII. 423 versszakig. (73–168 l.) é. n.
- 15. Herodot. Görögből ford. dr. Télfy Iván. 1. füzet. 1. könyv. (Klio) 1–114. fejezetig. (XXXII, 96 l.) 1881.
- 16. Homér Odysseája. 3. füzet. VIII. 424–XII. ének 303 versszakig. (169–264 l.) é. n.
- 17. Herodot. Görögből ford. dr. Télfy Iván. 2. füzet. I. könyv. 115–216. (Euterpe.) 1–25 fejezetig. (97–192 l.) é. n.